# James Seale

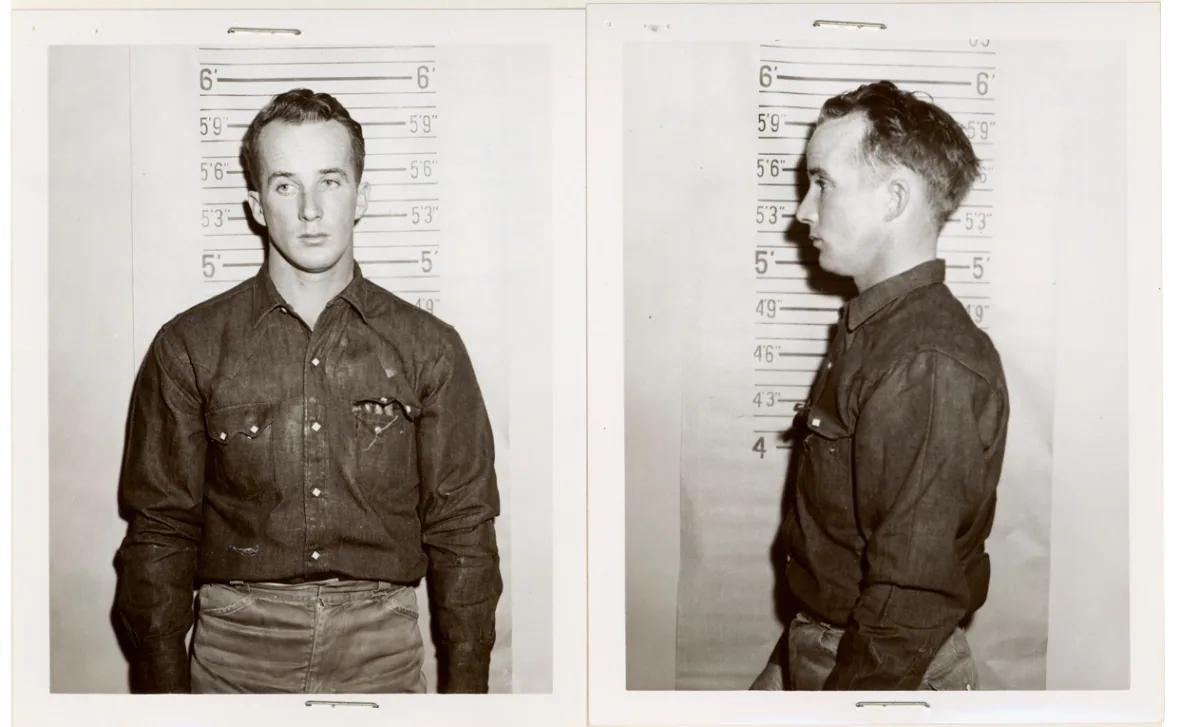
James Seale

James Ford Seale (1936) is een Amerikaanse misdadiger.
Seale, een voormalig lid van de Ku Klux Klan, werd op 14 juni 2007 - 43 jaar na het gebeuren - door een jury in Jackson (Mississippi) schuldig bevonden aan ontvoering en samenzwering in verband met de moord in 1964 op de negentienjarige zwarte tieners Charles Eddie Moore en Henry Hezekiah Dee. Op 24 augustus 2007 heeft hij driemaal levenslang gekregen.